# Breitkopf & Härtel
Breitkopf & Härtel («Брайткопф и Хертель», в старой транскрипции — «Брейткопф и Гертель») — немецкое музыкальное издательство, одно из крупнейших в мире. Основано в 1719 г. Штаб-квартира в Висбадене (ФРГ), крупнейшие филиалы в Лейпциге и Париже.
Издательство основал 27 января 1719 года в Лейпциге Бернхард Кристоф Брейткопф (1695–1777), получивший во владение печатню в результате женитьбы на Софии Марии Мюллер, чьи предки на протяжении более чем столетия занимались книгопечатанием. Первоначально Брейткопф печатал религиозную литературу. Первое музыкальное издание — сборник песен нем. Musicalisches Gesang-Buch под редакцией Г. К. Шемелли (одним из авторов сборника был Иоганн Себастьян Бах) — опубликовал в 1736 году.
Его сын Иоганн Готлоб Иммануил Брейткопф (1719–1794) в 1754 году ввёл в практику технологию печати нот посредством литерного набора, что заметно облегчило и ускорило процесс. Во второй половине XVIII века издательство Брейткопфа сотрудничало с ведущими немецкими и австрийскими композиторами (Телеман, Стамиц, Кванц, Гайдн и др.). В 1770 году здесь было напечатано первое стихотворение юного Иоганна Вольфганга Гёте, приятельствовавшего с сыном владельца.
В 1795 году компаньоном издательства стал Готфрид Кристоф Гертель (1763–1827), давший его развитию новый финансовый и концептуальный импульс. В 1798 году издательством, именуемым теперь двумя фамилиями, были начаты два масштабных проекта: полное собрание сочинений Моцарта и «Всеобщая музыкальная газета». С 1800 года Гертель распоряжался делами издательства единолично. Он установил тесные связи с Людвигом ван Бетховеном.
В 1807—1872 годах фирма занималась также производством роялей, на которых играли, в частности, Ференц Лист и Клара Шуман.